# Central (Carolina del Sud)
Central è un comune degli Stati Uniti d'America, situato in Carolina del Sud, nella Contea di Pickens.